# Liste des plus grandes entreprises asiatiques
| Les plus grandes entreprises asiatiques en 2005 |                            |              |              |                             |                   |           |                     |                              |
| Rang                                            | Nom                        | Siège social | Pays         | Chiffre d'affaires (Mio. $) | Bénéfice (Mio. $) | Employés  | Branche             | Directeur                    |
| 1.                                              | Toyota                     | Toyota       | Japon        | 185.805,0                   | 12.119,6          | 285.977   | Automobile          | Katsuaki Watanabe            |
| 2.                                              | Sinopec                    | Pékin        | Chine        | 98.784,9                    | 2.668,4           | 730.800   | Pétrole             | Chen Tonghai                 |
| 3.                                              | NTT                        | Tokyo        | Japon        | 94.869,3                    | 4.404,6           | 199.113   | Telecoms            | Norio Wada                   |
| 4.                                              | Honda Motor                | Tokyo        | Japon        | 87.510,7                    | 5.273,2           | 144.786   | Automobile          | Takeo Fukui                  |
| 5.                                              | State Grid                 | Pékin        | Chine        | 86.984,3                    | 1.073,5           | 844.031   | Électricité         | Liu Zhenya                   |
| 6.                                              | Hitachi                    | Tokyo        | Japon        | 83.596,3                    | 329,6             | 355.879   | Technologie         | Etsuhiko Shoyama             |
| 7.                                              | China National Petroleum   | Pékin        | Chine        | 83.556,5                    | 12.950,0          | 1.090.232 | Pétrole             | Chen Geng                    |
| 8.                                              | Nissan                     | Tokyo        | Japon        | 83.273,8                    | 4.575,6           | 182.273   | Automobile          | Carlos Ghosn                 |
| 9.                                              | Samsung                    | Séoul        | Corée du Sud | 78.716,6                    | 7.458,8           | 80.594    | Technologie         | Gunhee Lee                   |
| 10.                                             | Matsushita                 | Kadoma       | Japon        | 78.557,7                    | 1.363,8           | 334.402   | Technologie         | Kunio Nakamura               |
| 11.                                             | Sony                       | Tokyo        | Japon        | 66.025,6                    | 1.091,8           | 158.500   | Technologie         | Howard Stringer              |
| 12.                                             | Nippon Life                | Osaka        | Japon        | 61.158,3                    | 1.812,5           | 68.545    | Assurance           | Kunie Okamoto                |
| 13.                                             | LG Electronics             | Séoul        | Corée du Sud | 60.574,1                    | 587,5             | 125.000   | Technologie         | Yu Shik Kang, Bon Mu Koo     |
| 14.                                             | Hyundai Motor              | Séoul        | Corée du Sud | 57.434,9                    | 2.268,7           | 54.115    | Automobile          | Mong-Koo Chung, Dong-Jin Kim |
| 15.                                             | Toshiba                    | Tokyo        | Japon        | 56.028,0                    | 690,6             | 171.989   | Technologie         | Atsutoshi Nishida            |
| 16.                                             | SK Group                   | Séoul        | Corée du Sud | 47.142,6                    | 1.595,7           | 22.614    | Divers              | Tae-Won Chey                 |
| 17.                                             | Tokyo Electric Power       | Tokyo        | Japon        | 46.418,3                    | 2.741,5           | 51.560    | Energie             | Tsunehisa Katsumata          |
| 18.                                             | Nippon Oil                 | Tokyo        | Japon        | 45.071,2                    | 1.470,7           | 13.628    | Pétrole             | Fumiaki Watari               |
| 19.                                             | Dai-ichi Mutual Life       | Tokyo        | Japon        | 44.597,8                    | 1.340,8           | 54.463    | Assurance           | Katsutoshi Saito             |
| 20.                                             | Petronas                   | Kuala Lumpur | Malaisie     | 44.280,4                    | 11.565,4          | 33.682    | Pétrole             | Mohd Hassan Marican          |
| 21.                                             | Mitsubishi Corporation     | Tokyo        | Japon        | 42.633,2                    | 3.091,7           | 53.738    | Divers              | Yorihiko Kojima              |
| 22.                                             | NEC Corporation            | Tokyo        | Japon        | 42.615,4                    | 107,2             | 154.180   | Technologie         | Kaoru Yano                   |
| 23.                                             | Fujitsu                    | Tokyo        | Japon        | 42.319,4                    | 605,4             | 158.491   | Technologie         | Hiroaki Kurokawa             |
| 24.                                             | ÆON                        | Chiba        | Japon        | 39.480,6                    | 257,8             | 54.161    | Grande distribution | Motoya Okada                 |
| 25.                                             | Mitsubishi UFJ Financial   | Tokyo        | Japon        | 37.925,6                    | 6.807,2           | 82.838    | Banque              | Nobuo Kuroyanagi             |
| 26.                                             | Indian Oil Corporation     | New-Delhi    | Inde         | 36.537,0                    | 1.115,3           | 36.217    | Pétrole             | Sarthak Behuria              |
| 27.                                             | Mitsui Group               | Tokyo        | Japon        | 36.349,3                    | 1.787,7           | 40.993    | Divers              | Shoei Utsuda                 |
| 28.                                             | Seven & I Holdings         | Tokyo        | Japon        | 34.717,3                    | 783,6             | 52.954    | Grande distribution | Toshifumi Suzuki             |
| 29.                                             | Sumitomo Life              | Osaka        | Japon        | 34.625,7                    | 632,2             | 49.446    | Assurance           | Shinichi Yokoyama            |
| 30.                                             | Nippon Steel               | Tokyo        | Japon        | 34.501,8                    | 3.037,5           | 46.143    | Sidérurgie          | Akio Mimura                  |
| 31.                                             | Canon                      | Tokyo        | Japon        | 34.091,6                    | 3.488,0           | 115.583   | Technologie         | Fujio Mitarai                |
| 32.                                             | Meiji Yasuda Life          | Tokyo        | Japon        | 33.632,4                    | 2.036,6           | 41.062    | Assurance           | Kenji Matsuo                 |
| 33.                                             | Sumitomo Mitsui Financial  | Tokyo        | Japon        | 32.725,0                    | 6.066,4           | 40.681    | Banque              | Teisuke Kitayama             |
| 34.                                             | Mitsubishi Electric        | Tokyo        | Japon        | 31.833,4                    | 845,2             | 99.444    | Technologie         | Setsuhiro Shimomura          |
| 35.                                             | Mizuho Financial           | Tokyo        | Japon        | 31.421,5                    | 5.740,2           | 45.758    | Banque              | Terunobu Maeda               |
| 36.                                             | Millea Holdings            | Tokyo        | Japon        | 30.029,8                    | 794,6             | 19.761    | Assurance           | Kunio Ishihara               |
| 37.                                             | ICBC                       | Pékin        | Chine        | 29.167,1                    | 4.113,5           | 361.623   | Banque              | Yang Kaisheng                |
| 38.                                             | China Mobile               | Hong Kong    | Chine        | 28.777,8                    | 5.053,8           | 107.698   | Telecom             | Wang Jianzhou                |
| 39.                                             | Hon Hai Precision Industry | Taipeh       | Taïwan       | 28.350,1                    | 1.268,1           | 210.932   | Technologie         | Tai Ming Guo                 |
| 40.                                             | Denso                      | Kariya       | Japon        | 28.160,4                    | 1.498,4           | 105.723   | Automobile          | Koichi Fukaya                |
| 41.                                             | Marubeni                   | Tokyo        | Japon        | 27.732,2                    | 651,8             | 27.377    | Finance             | Nobuo Katsumata              |
| 42.                                             | China Life                 | Pékin        | Chine        | 27.389,2                    | 25,0              | 76.324    | Assurance           | Yang Chao                    |
| 43.                                             | JFE Holdings               | Tokyo        | Japon        | 27.365,9                    | 2.879,3           | 53.111    | Sidérurgie          | Fumio Sudo                   |
| 44.                                             | KDDI                       | Tokyo        | Japon        | 27.034,1                    | 1.683,2           | 14.021    | Telecom             | Tadashi Onodera              |
| 45.                                             | Samsung Life               | Séoul        | Corée du Sud | 26.692,3                    | 618,4             | 6.310     | Assurance           | Soo Chang Lee                |
| 46.                                             | Mazda Motor                | Hiroshima    | Japon        | 99.999,9                    | 589,2             | 36.626    | Automobile          | Hisakazu Imaki               |
| 47.                                             | POSCO                      | Pohang       | Corée du Sud | 25.677,8                    | 3.916,4           | 22.170    | Sidérurgie          | Ku-Taek Lee                  |
| 48.                                             | Idemitsu Kosan             | Tokyo        | Japon        | 25.370,0                    | 241,9             | 7.737     | Pétrole             | Akihiko Tembo                |
| 49.                                             | Korea Electric Power       | Séoul        | Corée du Sud | 24.841,0                    | 2.350,5           | 20.354    | Électricité         | Joon-Ho Han                  |
| 50.                                             | Sharp                      | Osaka        | Japon        | 24.705,0                    | 783,2             | 46.872    | Technologie         | Katsuhiko Machida            |